# Trient
Trient ([triˈɛnt] oder [ˈtriɛnt]; italienisch Trento, trentinisch Trènt, ladinisch Trënt, lateinisch Tridentum, fersentalerisch Trea’t, zimbrisch Tria) ist die Hauptstadt der Autonomen Provinz Trient und der Autonomen Region Trentino-Südtirol, der am nördlichsten gelegenen Verwaltungsregion Italiens. Die Gemeinde hat 118.504 Einwohner. Der Ort ist Sitz des Erzbistums Trient und der Universität Trient mit etwa 16.000 Studenten.

## Geographie

### Lage
Die Stadt liegt, umgeben von Bergen, im Etschtal direkt an der Etsch, 55 km südlich von Bozen und 100 km nördlich von Verona. Ihr Zentrum befindet sich auf einer Höhe von 194 m ü. NHN. Das Gemeindegebiet erstreckt sich über eine Fläche von 158 km².
Im Westen liegt der Monte Bondone (2091 m), im Nordwesten die Paganella (2125 m), im Nordosten der Monte Calisio (1096 m), im Osten der Marzola (1738 m) und im Südwesten der Becco di Filadonna (2150 m).

### Nachbargemeinden
Die Nachbargemeinden sind Albiano, Aldeno, Besenello, Cavedine, Cimone, Civezzano, Garniga Terme, Giovo, Madruzzo, Lavis, Padergnone, Pergine Valsugana, Terlago, Vezzano und Altopiano della Vigolana.

### Verwaltungsgliederung
Die Gemeinde Trient ist in zwölf Stadtbezirke gegliedert: Gardolo, Meano, Bondone, Ravina – Romagnano, Argentario, Povo, Mattarello, Villazzano, Oltrefersina, S. Giuseppe – S. Chiara, Centro storico – Piedicastello.
Drei Bezirke bilden die eigentliche Stadt und sind ihrerseits in Stadtviertel unterteilt, die übrigen sind eingemeindete Vororte.

### Klima
|                        | Jan  | Feb  | Mär  | Apr  | Mai  | Jun  | Jul  | Aug  | Sep  | Okt   | Nov   | Dez  |   |       |
| Mittl. Temperatur (°C) | 1,6  | 4,3  | 9,5  | 13,0 | 17,6 | 21,1 | 23,4 | 22,5 | 17,8 | 12,4  | 5,9   | 1,7  | ⌀ | 12,6  |
| Mittl. Tagesmax. (°C)  | 5,2  | 9,2  | 15,2 | 18,5 | 23,1 | 26,8 | 29,4 | 28,3 | 22,8 | 16,4  | 9,5   | 4,9  | ⌀ | 17,5  |
| Mittl. Tagesmin. (°C)  | −2,1 | −0,6 | 3,9  | 7,6  | 12,2 | 15,4 | 17,4 | 16,7 | 12,8 | 8,3   | 2,4   | −1,5 | ⌀ | 7,8   |
|                        |      |      |      |      |      |      |      |      |      |       |       |      |   |       |
| Niederschlag (mm)      | 42,1 | 33,9 | 54,0 | 78,1 | 94,4 | 92,4 | 86,7 | 83,8 | 82,3 | 116,8 | 106,2 | 65,8 | Σ | 936,5 |
|                        |      |      |      |      |      |      |      |      |      |       |       |      |   |       |
| Regentage (d)          | 4,0  | 3,4  | 5,7  | 8,2  | 9,5  | 9,5  | 8,2  | 8,1  | 7,0  | 7,6   | 7,1   | 5,5  | Σ | 83,8  |

| −2,1 |

| −0,6 |

| 3,9 |

| 7,6 |

| 12,2 |

| 15,4 |

| 17,4 |

| 16,7 |

| 12,8 |

| 8,3 |

| 2,4 |

| −1,5 |

| −2,1 |

| −0,6 |

| 3,9 |

| 7,6 |

| 12,2 |

| 15,4 |

| 17,4 |

| 16,7 |

| 12,8 |

| 8,3 |

| 2,4 |

| −1,5 |

| N i e d e r s c h l a g | 42,1 | 33,9 | 54,0 | 78,1 | 94,4 | 92,4 | 86,7 | 83,8 | 82,3 | 116,8 | 106,2 | 65,8 |
|                         | Jan  | Feb  | Mär  | Apr  | Mai  | Jun  | Jul  | Aug  | Sep  | Okt   | Nov   | Dez  |

## Geschichte

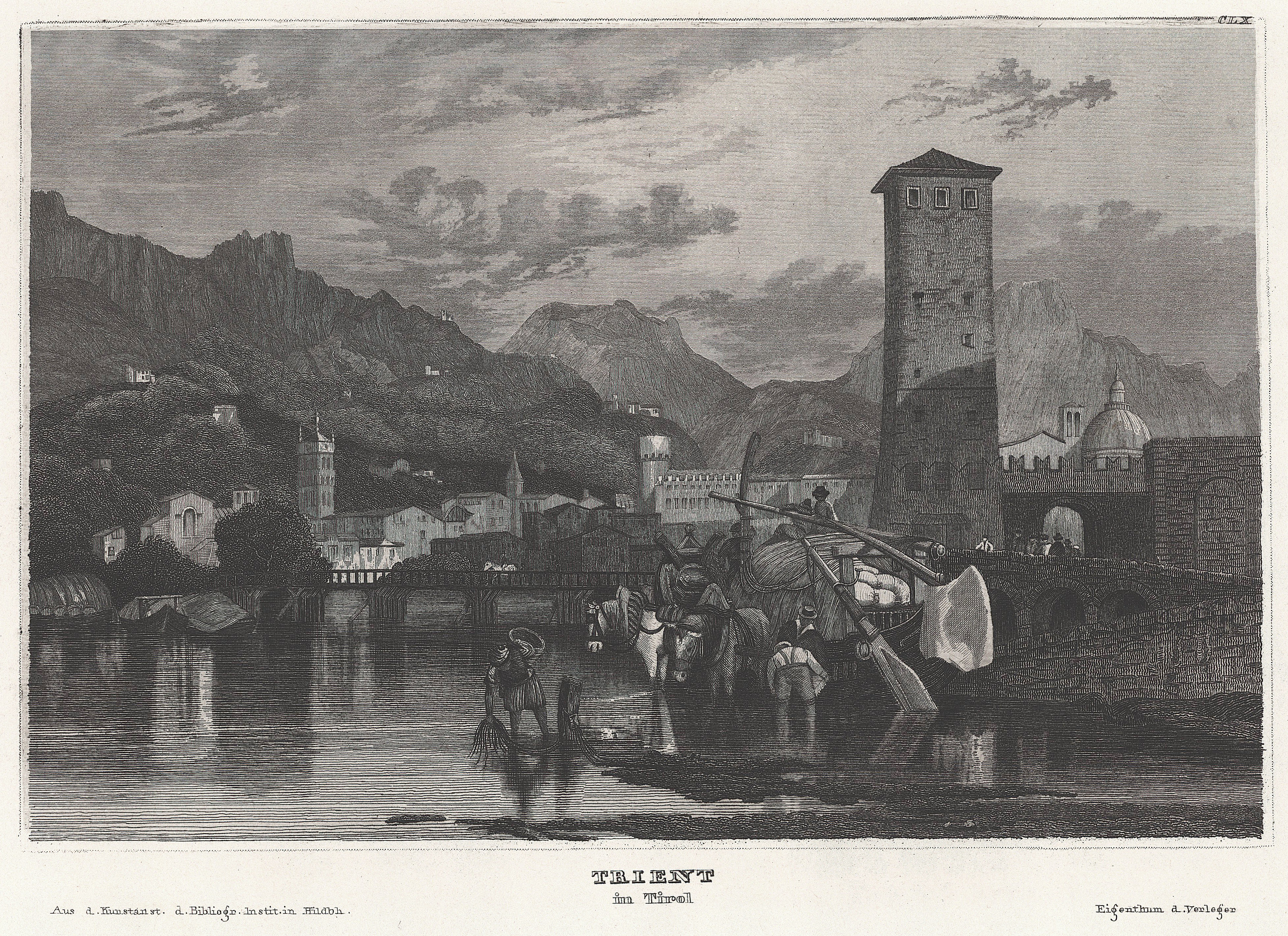
Blick auf Trient, ca. 1837

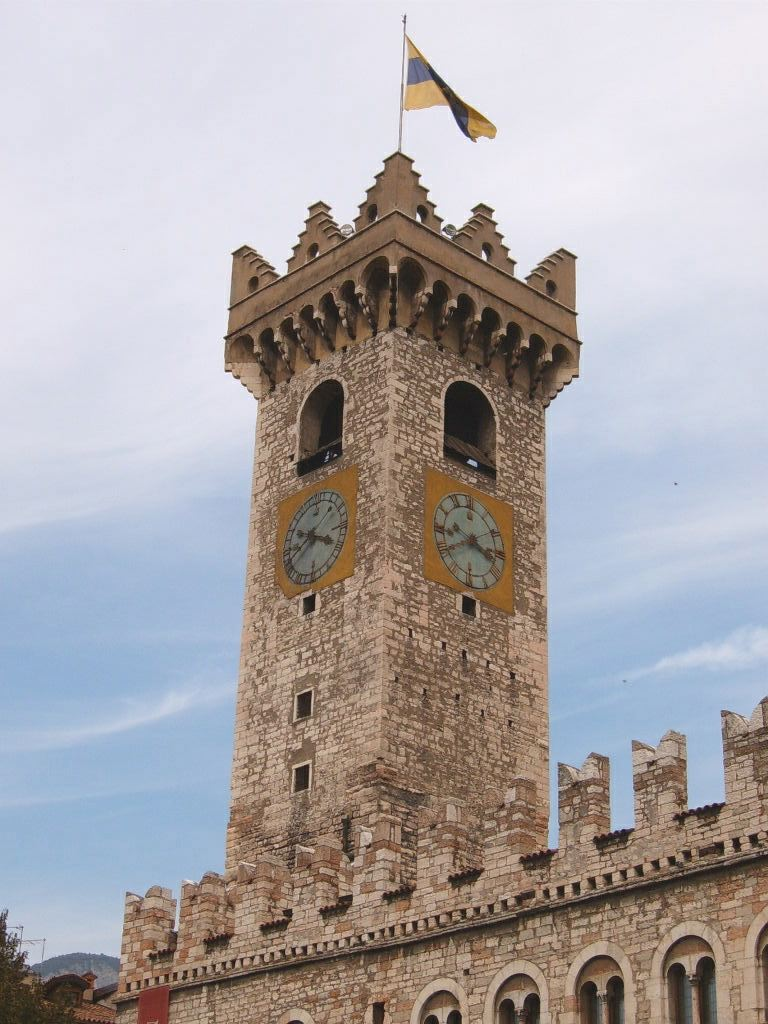
Der Stadtturm (Torre Civica)

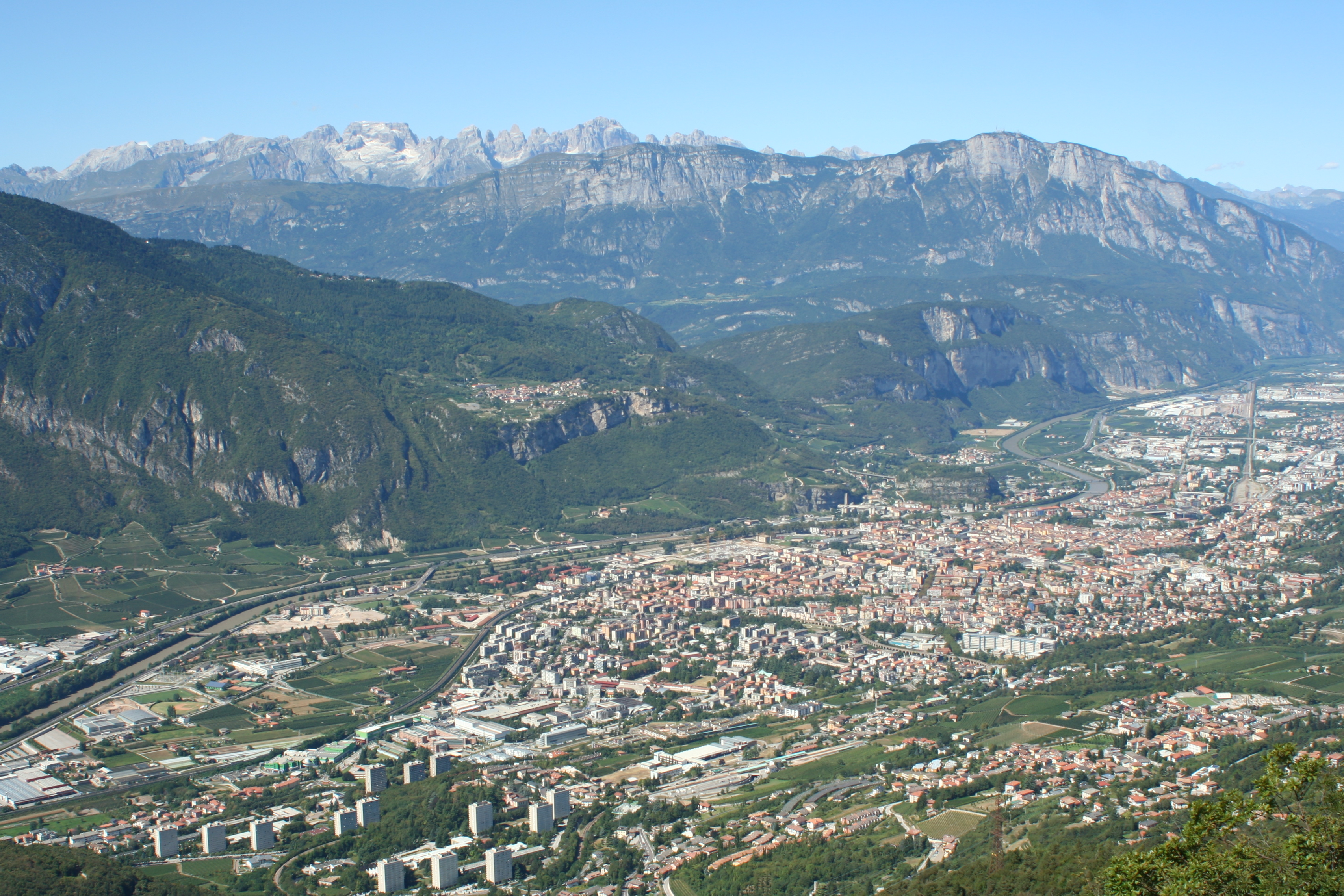
Trient mit der Paganella (2125 m) und der Brentagruppe

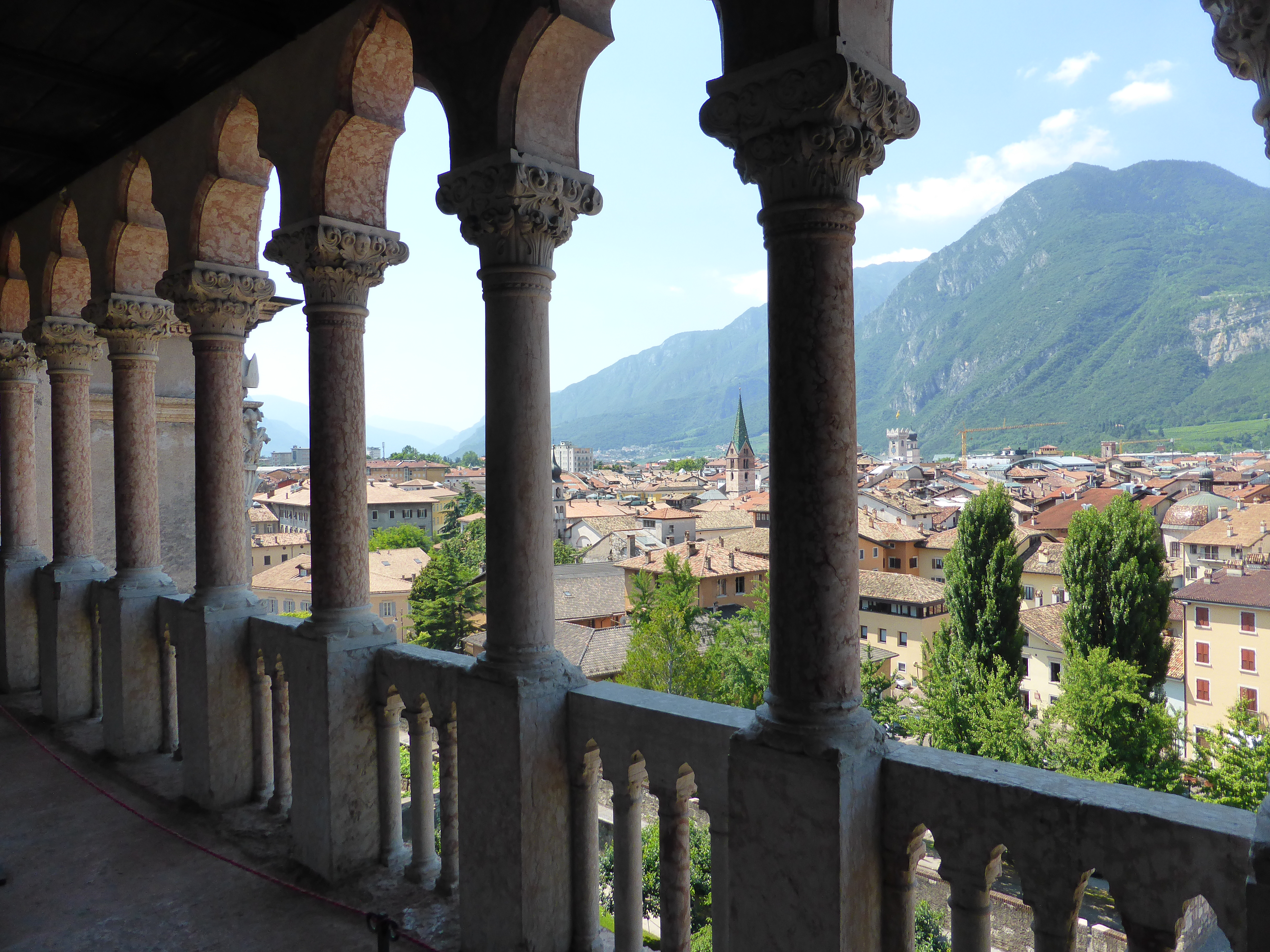
Castello del Buonconsiglio, Venezianische Loggia

Das Etschtal war schon in der Vorgeschichte besiedelt und bildete eine wichtige Verkehrsroute. Bereits zur rätischen Zeit bestand ein System von Wegen. Die Römer verwandelten die rätischen Routen teilweise in befestigte Straßen, die bei der Eroberung und Erschließung der alpinen Regionen hilfreich waren.
Trient wurde von Kelten gegründet und später von den Römern erobert. Diese nannten es Tridentum („Drei Zähne“), in Anlehnung an den alten keltischen Namen Trent, „Furt“ (italienisch Trento kam dann wieder auf den ursprünglichen Namen zurück). Nach dem Fall des Weströmischen Reiches im Jahr 476 fiel die Stadt unter verschiedene Herrschaften, bis Heinrich II., ab 1014 Kaiser des Heiligen Römischen Reichs, im Jahr 1004 beschloss, den Bischöfen die weltliche Gewalt zu übertragen (Hochstift Trient). Das 1027 von Konrad dem Salier gesetzte Siegel eröffnete ein neues Kapitel der Trienter Geschichte, in dem sich die Stadt über acht Jahrhunderte behaupten sollte.
Seit dem 6. Jahrhundert gehörte das spätere Tirol bis Bozen zum Herzogtum Bayern, ab 955 auch der südlich davon gelegene, ehemals langobardische Teil des heutigen Trentino. Die bayerisch-langobardische Grenze lag unmittelbar südwestlich von Bozen. Salurn und das Gebiet rechts der Etsch, darunter auch Eppan, und Kaltern bis zur Falschauer in Lana wurden langobardisch. Das Gebiet links der Etsch und das Fassatal wurden bayerisch. Der gesamte Raum war schon seit der Spätantike christlich, wie die Geschichte des Bistums Trient zeigt. Der Grenzverlauf blieb auch während der Karolingerzeit und der Ottonenzeit unverändert, obwohl auch im langobardischen Teil bis Salurn die bajuwarische Besiedlung vordrang.
Im Laufe des 12. Jahrhunderts gelang es den Grafen von Tirol, einem bayerischen Adelsgeschlecht, im südlichen Teil des Herzogtums ausgehend von Schloss Tirol bei Meran und dem Vinschgau mit der Grafschaft Tirol ein eigenes Territorium mit Trient und Brixen zu schaffen und im 13. Jahrhundert während der kaiserlosen Zeit anerkennen zu lassen.
Trient war Sitz der Fürstbischöfe, die auch weltliche Macht ausübten. 1407 erhoben sich Adlige und Bürger der Stadt, angeführt von Rodolfo Belenzani, gegen den Bischof Georg von Liechtenstein (1390–1419). Zeitgleich kam es zu Bauernaufständen in anderen Teilen des Hochstifts Trient, so dass sich Herzog Friedrich IV. gegen den Bischof wandte und diesen aus Trient vertrieb.

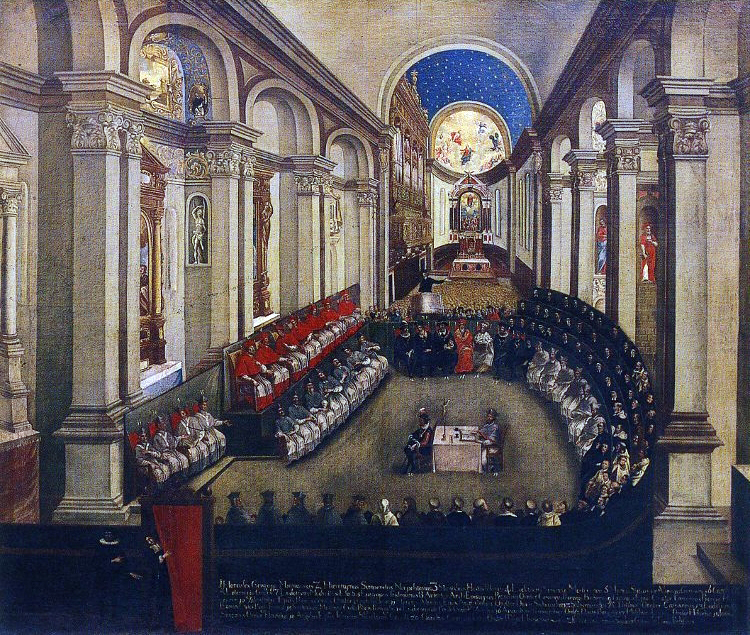
Konzil von Trient

Die historische Bedeutung der Stadt ist vor allem im Konzil von Trient begründet, das von 1545 bis 1563 stattfand und Ausgangspunkt der Gegenreformation war. In diese Zeit fiel auch die Neugestaltung von Teilen der Stadt im Renaissancestil. Mit Beginn des 17. Jahrhunderts erfuhr die Stadt mit dem Barock eine weitere bedeutende architektonische Stilprägung.
Im Italienfeldzug Napoleon Bonapartes während des Ersten Koalitionskrieges wurde die Stadt im Herbst 1796 und im Frühjahr 1797 zweimal von französischen Truppen erobert, nachdem sie 1703 während des spanischen Erbfolgekrieges schon einmal vergeblich von den Franzosen unter General Vendôme belagert worden war. Die Herrschaft der Fürstbischöfe und damit des Hochstift Trient endete schließlich mit der im Reichsdeputationshauptschluss von 1803 beschlossenen Säkularisation der geistlichen Fürstentümer des Heiligen Römischen Reiches. Mit dem Frieden von Pressburg wurde Trient Ende 1805 bayrisch; zum 1806 gegründeten Königreich Bayern gehörte es bis 1810 und war ab 1808 Hauptstadt des bayerischen Etschkreises. Der 1809 geschlossene Friede von Schönbrunn brachte Trient 1810 an das bis 1814 bestehende Königreich Italien. Danach wurde das Gebiet des ehemaligen Hochstifts Teil des Kaisertums Österreich, später Österreich-Ungarns. Trient wurde Sitz der Statthalterabteilung für Welschtirol. Im 19. Jahrhundert setzte mit der Verwirklichung technischer Werke wie der Verlegung der Etsch 1858 und dem Bau der Brennerbahn 1859 eine moderne Stadtentwicklung ein, es entstanden Palazzi der Staatsverwaltung und große Hotels. Vor ihrer Begradigung durchzog die Etsch in vielen Windungen den gesamten Nordteil der damaligen Stadt.

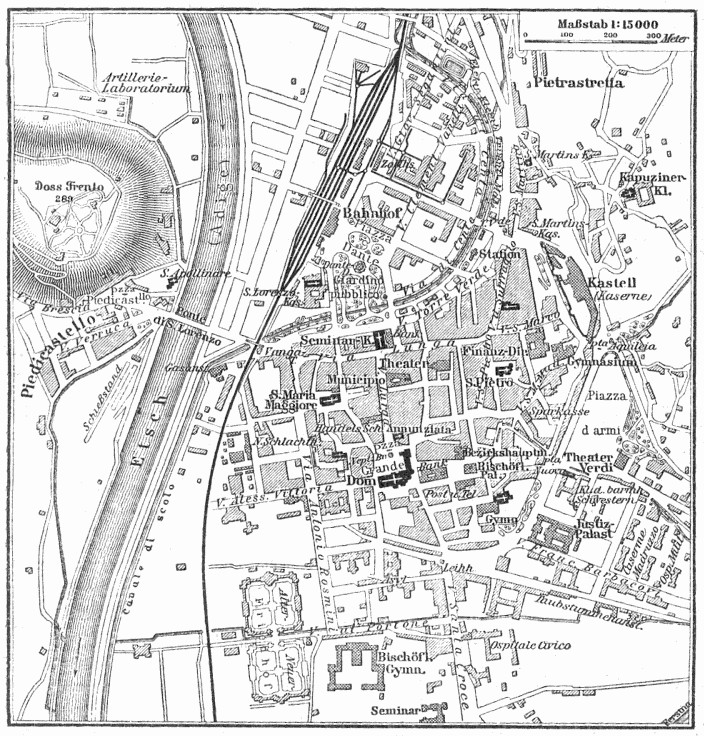
Lageplan von Trient um ca. 1900

Nach dem Verlust der Lombardei und Venetiens und dem darin liegenden Festungsviereck Mantua-Peschiera-Verona-Legnano war die österreichisch-ungarische Südgrenze ungeschützt. Daher begann man in den frühen 1870er Jahren mit dem Ausbau der Stadt zur Festung. In Erwartung eines möglichen italienischen militärischen Angriffs, der im Ersten Weltkrieg von 1915 bis 1918 tatsächlich geschah, verstärkte und erweiterte Österreich-Ungarn ab 1914 noch einmal massiv die Anlagen der Festung Trient in Stadt und Umland: Festungswerke mit Panzertürmen, Höhlenfestungen und ausgedehnten Schützengrabensystemen. Auch wenn sich Trient zu keiner Zeit im Bereich von Kampfhandlungen wiederfand, waren weite Teile der Zivilbevölkerung nach der italienischen Kriegserklärung vom 23. Mai 1915 evakuiert worden. Während des Ersten Weltkrieges war Trient Etappenort. Das bedeutendste Ereignis während dieser Zeit war die Hinrichtung des aus Trient stammenden österreichischen Abgeordneten und Irredentisten Cesare Battisti am 12. Juli 1916 zusammen mit dem mit ihm in Gefangenschaft geratenen Fabio Filzi im Schlossgraben von Castel Buonconsiglio. Mit dem Einmarsch italienischer Truppen am 3. November 1918 endete der Erste Weltkrieg in Trient.
Nach dem Ersten Weltkrieg fielen die Stadt und das Trentino durch den Vertrag von Saint-Germain an das Königreich Italien. Nach der Absetzung und Befreiung von Mussolini im Jahre 1943 wurde die Provinz Trient zusammen mit den benachbarten Provinzen Südtirol und Belluno Teil der Faschistischen Republik von Salò, militärisch bis Anfang Mai 1945 der deutschen Operationszone Alpenvorland. Noch am Tag der Bekanntgabe der Kapitulation der Wehrmacht in Oberitalien, am 2. Mai 1945, erlebte Trient einen Bombenangriff der Alliierten.
Seit den 1950er Jahren erfreuen sich sowohl die Stadt als auch die ganze Region eines beständigen wirtschaftlichen Wachstums. Das Trentino gehört heute zu den wohlhabendsten Regionen Italiens. Die Provinz Trient genießt wie Südtirol eine weitgehende Autonomie.
Vom 31. Juli bis 7. August 1977 wurden in Trient die VI. Internationalen Feuerwehrwettkämpfe des CTIF (Feuerwehrolympiade) veranstaltet. Im Programm waren Traditionelle Internationale Feuerwehrwettbewerbe, Internationale Feuerwehrsportwettkämpfe und erstmals Internationale Jugendfeuerwehrwettbewerbe.
In der Stadt befindet sich auch das Italienisch-deutsche Historische Institut.

### Demographie
| Jahr    | Einwohner | Anmerkungen                                           |
| ------- | --------- | ----------------------------------------------------- |
| 16. Jh. | ≈ 8.000   | gängiger Schätzwert für die Zeit des Trienter Konzils |
| 1835    | 13.000    | in 798 Häusern                                        |
| 1857    | 14.347    | [ 7 ]                                                 |
| 1869    | 17.073    | am 31. Dezember                                       |
| 1900    | 24.868    | meist italienische Einwohner (2049 Deutsche)          |

| Jahr      | 1921   | 1931   | 1936   | 1951   | 1961   | 1971   | 1981   | 1991    | 2001    | 2011    | 2021    |
| --------- | ------ | ------ | ------ | ------ | ------ | ------ | ------ | ------- | ------- | ------- | ------- |
| Einwohner | 51.174 | 55.054 | 56.656 | 62.887 | 75.753 | 91.768 | 99.179 | 101.545 | 104.946 | 114.198 | 118.879 |

Quelle: ISTAT

### Städtepartnerschaften
Trient selbst und auch einzelne Bezirke der Stadt unterhalten zum europäischen Ausland zahlreiche Städtepartnerschaften.
Die Stadt nennt als Partner:
- Bezirk Charlottenburg-Wilmersdorf von Berlin (Deutschland) seit 1966
- Donostia-San Sebastián (Spanien) seit 1988
- Kempten (Allgäu) (Deutschland) seit 1987
- Bezirk Prag 1 (Tschechien) seit 2002

Einzelne Bezirke Trients unterhalten Partnerschaften mit:
- Ergolding in Deutschland mit dem Stadtbezirk Mattarello seit 1989
- Fließ in Österreich mit dem Stadtbezirk Meano seit 1997
- Herrsching am Ammersee in Deutschland mit dem Stadtbezirk Ravina-Romagnano
- Laconi in Italien mit dem Stadtbezirk Villazzano seit 2007
- Neufahrn bei Freising in Deutschland mit dem Stadtbezirk Gardolo seit 1983
- Prijedor in Bosnien und Herzegowina mit dem Stadtbezirk Centro storico seit 2011
- Schwaz in Österreich mit dem Stadtbezirk Argentario seit 1999
- Znaim in Tschechien mit dem Stadtbezirk Povo seit 1996

## Kultur und Sehenswürdigkeiten

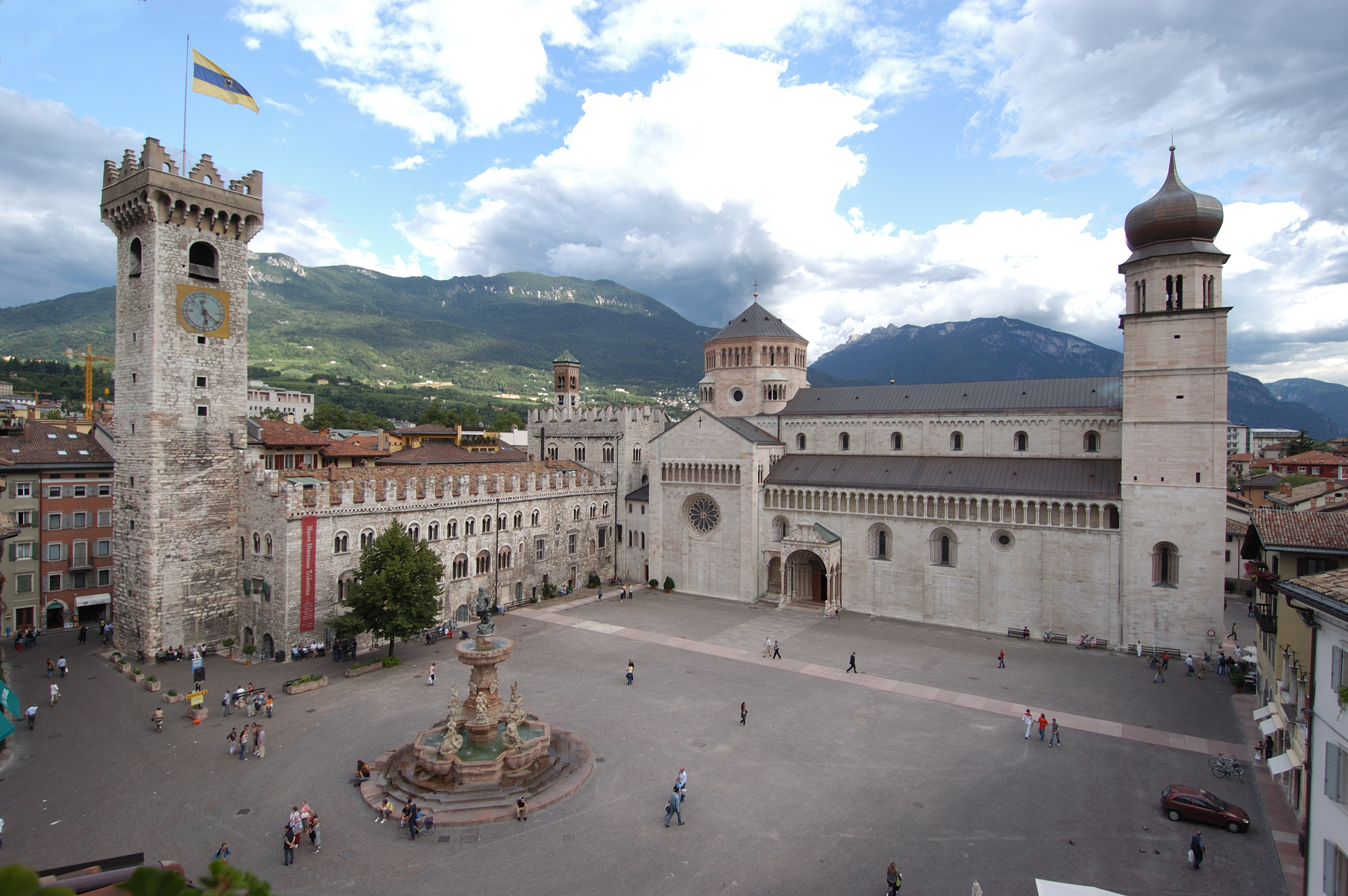
Domplatz mit der Kathedrale San Vigilio und dem Neptunbrunnen

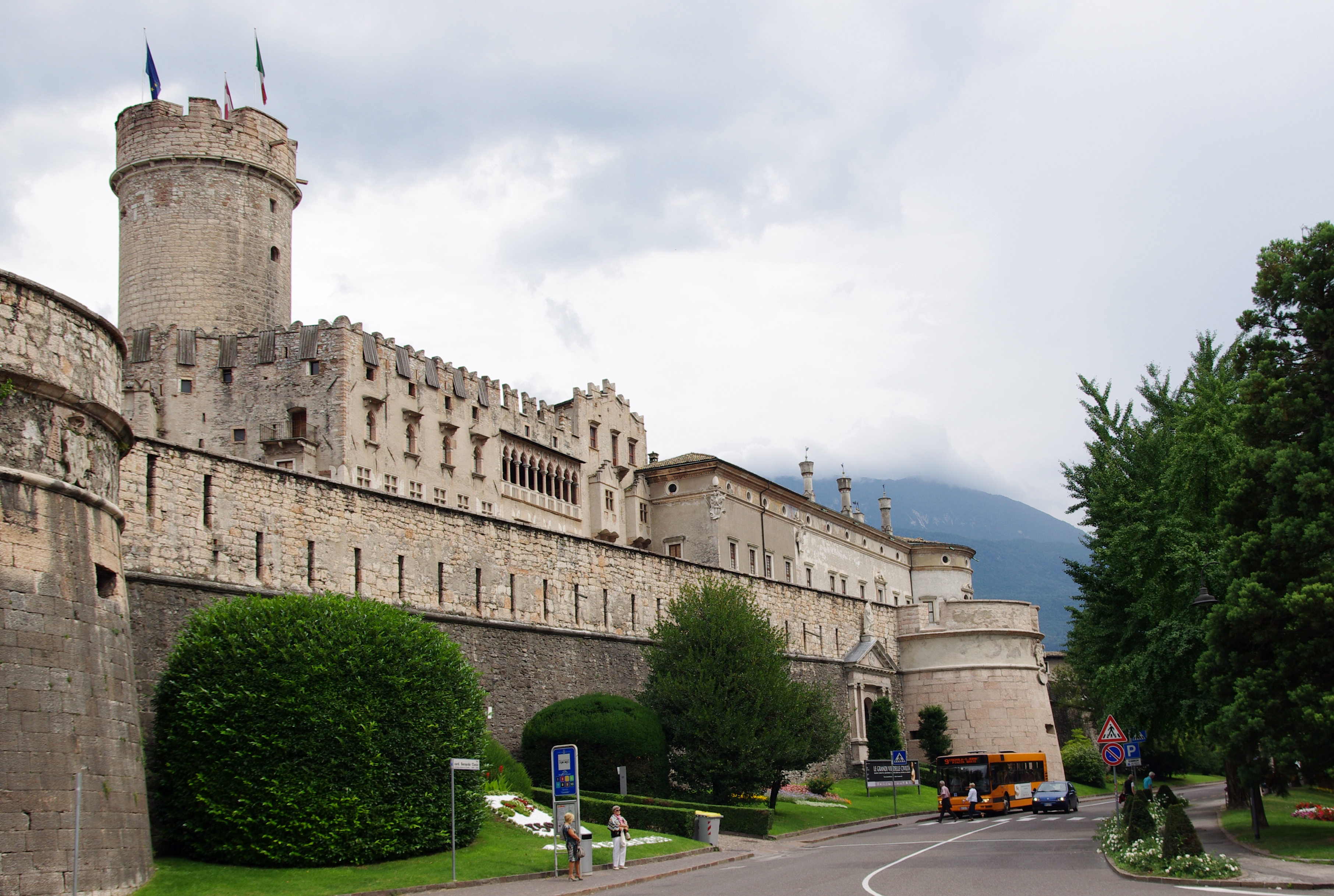
Castello del Buonconsiglio

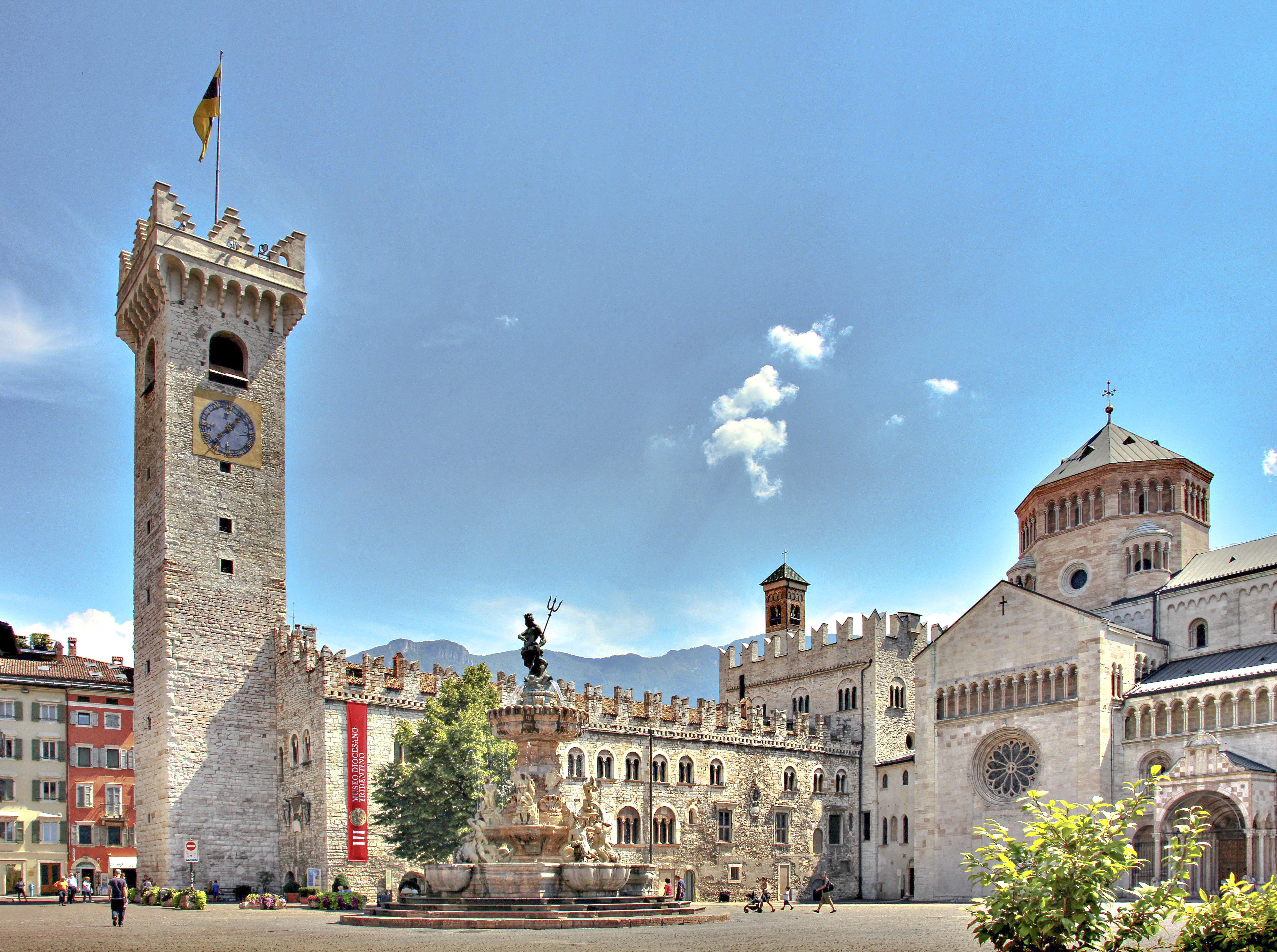
Palazzo Pretorio links vom Dom

### Sehenswürdigkeiten
An kulturellen Einrichtungen und Sehenswürdigkeiten sind in Trient vor allem zu nennen:
- Castello del Buonconsiglio, ehemaliger Sitz der Fürstbischöfe, Plünderung durch napoleonische Truppen, später österreichische Kaserne
- Kirche San Lorenzo, 12. Jahrhundert
- Kirche Santa Maria Maggiore, 1520 im Renaissancestil erbaut. In ihr fanden Sitzungen des Konzils von Trient statt.
- Domplatz mit der 1145 geweihten Kathedrale San Vigilio, dem Palazzo Pretorio und dem Neptunbrunnen. Der Dom war der Hauptort der Sitzungen des Konzils von Trient.
- verschiedene Palazzi im Zentrum
- Dante-Denkmal
- Bauwerke der römischen Zeit, unterirdisch konserviert als S.A.S.S. (Spazio Archeologico Sotterraneo del Sas), beispielsweise die Orpheus-Villa (Villa di Orfeo) in der Via Rosmini
- Seilbahn über die Etsch hinauf nach Sardagna (bietet einen Ausblick auf die Stadt)

Auf der anderen (rechten) Etschseite:
- Kirche S. Apollinare, 14. Jahrhundert
- Le Gallerie di Piedicastello, zeitgeschichtliches Museum in zwei ehemaligen Straßentunneln
- Berg Doss Trento mit Resten einer frühchristlichen Basilika und weithin sichtbarem Mausoleum des Cesare Battisti (1935)

### Museen

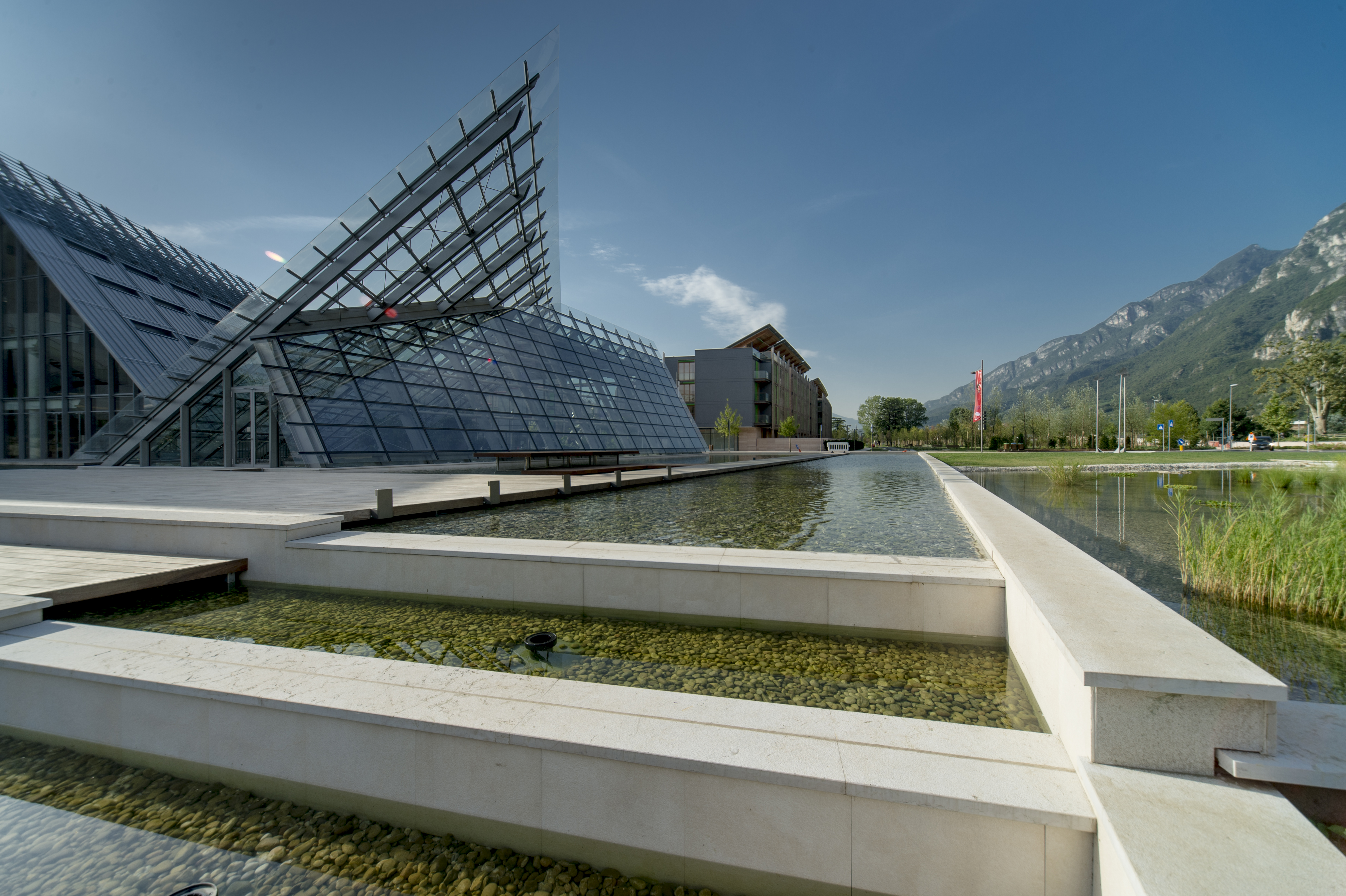
MUSE

- Landeskunstmuseum im Castello del Buonconsiglio, dem früheren Sitz der Fürstbischöfe von Trient
- Le Gallerie di Piedicastello, Ausstellungsfläche für Sonderausstellungen der Stiftung Historisches Museum Trentino
- Tridentinisches Diözesanmuseum und frühchristliche Basilika, am Domplatz im Palazzo Pretorio, dem ursprünglichen Sitz der Fürstbischöfe
- Unterirdisches archäologisches Gelände des früheren Stadtteils Sas (S.A.S.S.: Spazio Archeologico Sotterraneo del Sas): Ausgrabungen von 1990 bis 2000 von der Römerzeit bis ins 19. Jahrhundert, römische Stadtmauer, Turmfundamente, Straßenteile, Wasserversorgung, Heizungssysteme, Kanalisation, Wohnhausreste mit Mosaiken
- Museum des Trentiner Alpenvereins SAT
- Städtische Galerie (italienisch Galleria civica), Teil des Museums für moderne und zeitgenössische Kunst von Trient und Rovereto – MART
- Historisches Museum der Alpini
- Luftfahrtmuseum Gianni Caproni am Sportflughafen im südlichen Vorort Mattarello
- MUSE – Museo delle Scienze, Museum der Wissenschaft bzw. Naturkundemuseum im neuen Wohn- und Geschäftsviertel „Le Albere“, geplant von Renzo Piano, eröffnet am 27. Juli 2013[10]
- Straßensperre Buco di Vela mit Museum zum österreichisch-ungarischen Festungsbau im Trentino insbesondere zur Festung Trient

### Theater
- Teatro Sociale – 1819 realisiert
- Teatro Auditorium
- Teatro San Marco

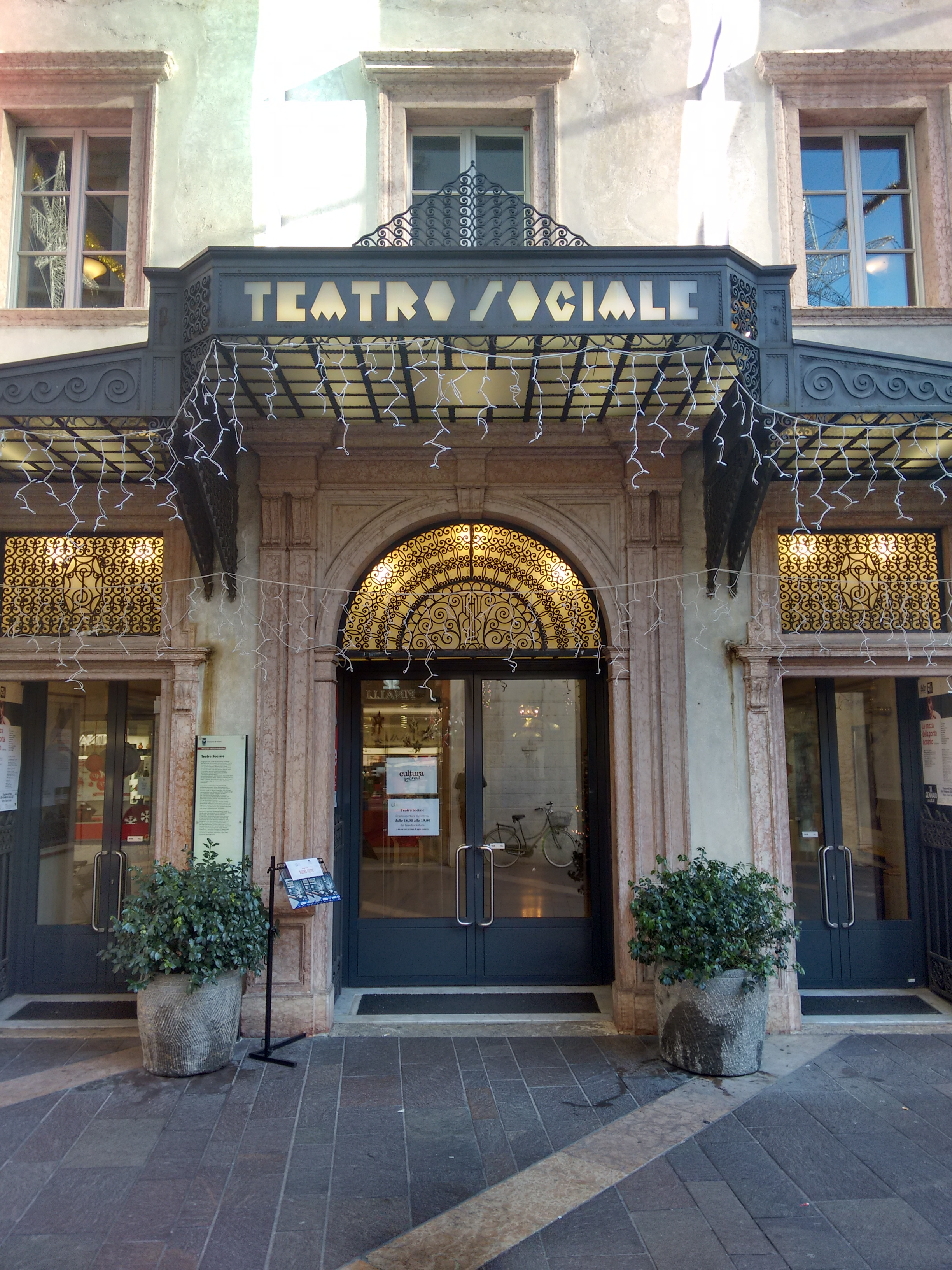
Teatro Sociale

- Teatro di Meano – liegt in der Fraktion Meano

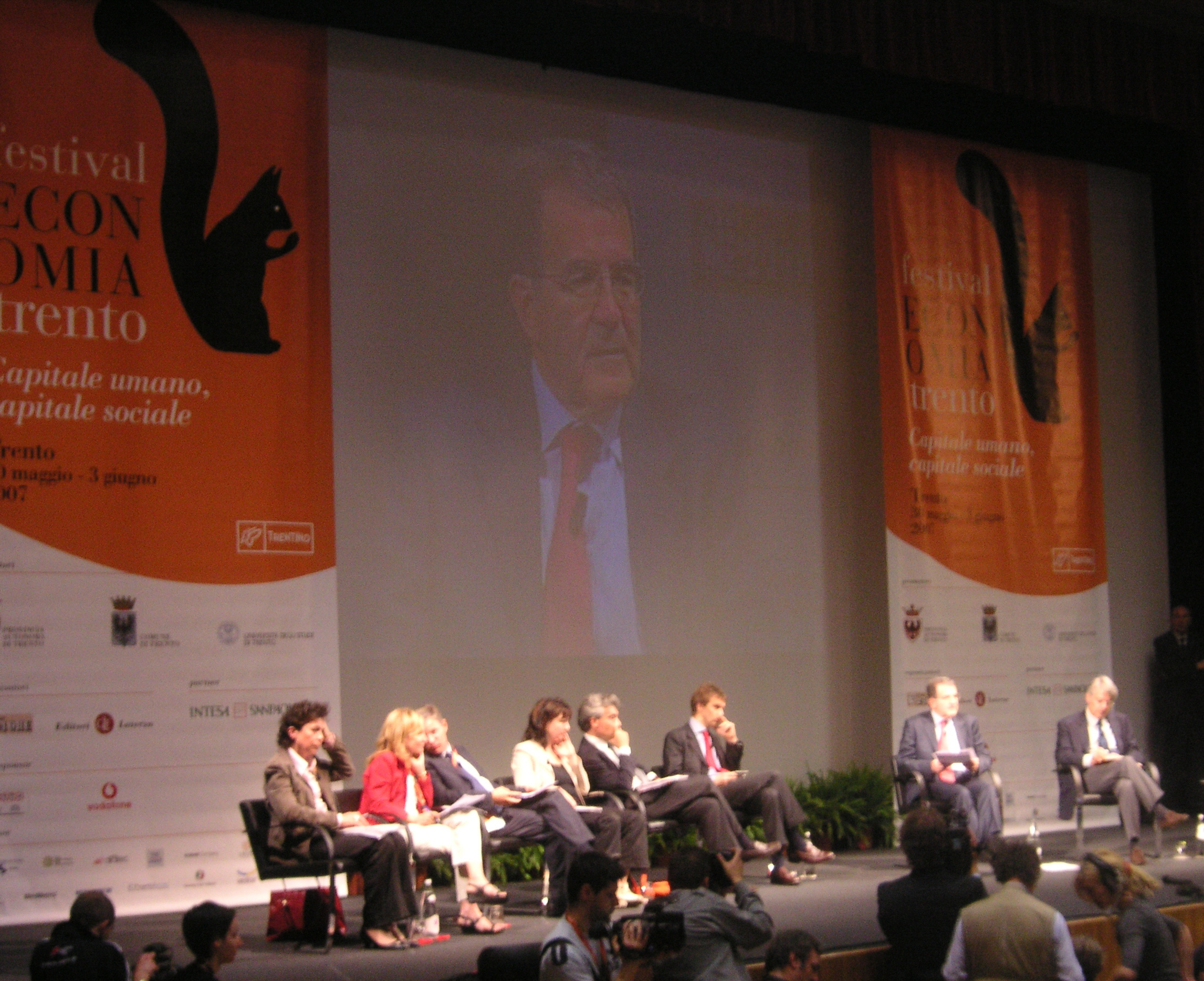
Romano Prodi beim Wirtschaftsfestival 2007

### Regelmäßige Veranstaltungen
- Trento Film Festival – Während des Festivals werden Filme gezeigt und prämiert, die das Hochgebirge und das Bergsteigen thematisieren.
- Wirtschaftsfestival Trient – Das Wirtschaftsfestival (Festival dell’Economia di Trento) wurde 2006 ins Leben gerufen, um den Dialog zwischen Wirtschaftswissenschaftlern und dem breiten Publikum zu ermöglichen und zu erleichtern. Primäres Ziel war es, die Sprache und Begriffe der Wirtschaft allen verständlich zu machen. Das Festival findet jedes Jahr gegen Ende Mai in historischen Palazzi in der Altstadt von Trient statt. Große Namen der Wirtschaftswelt erklären und interpretieren aktuelle ökonomische Themen – sowohl aus wirtschaftswissenschaftlicher als auch aus sozialer und unternehmerischer Sicht. Im Laufe der letzten Jahre waren zahlreiche Wirtschaftsgelehrte und Manager zu Gast, darunter Sir Anthony Atkinson, Zygmunt Bauman und der Nobelpreisträger Gary Becker.[11]

## Bildung

### Universität Trient

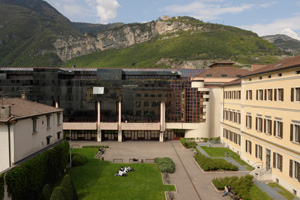
Wirtschaftsfakultät der Universität Trient

Die Universität Trient hat seit ihrer Gründung im Jahr 1962 großen Wert auf den Ausbau eines Netzwerkes mit italienischen und ausländischen Einrichtungen und Organisationen gelegt. Im Jahr 1982 entstand aus der Freien Universität Trento eine staatliche Universität, welche über ein Statut verfügte, das Autonomie und Selbstverantwortung gewährleistete.
In dem zwischen der italienischen Regierung und der Autonomen Provinz Trento (sowie der Autonomen Provinz Bozen und der Region Trentino Alto Adige-Südtirol) im Jahr 2009 unterzeichneten „Mailänder Abkommen“ zur Abänderung in Sachen Finanzen des Sonderstatutes übernahm die Provinz neue Kompetenzen für die Universität.
An der Universität Trient studieren zurzeit mehr als 16.000 Personen, welche von ungefähr 600 Hochschullehrern, Forschern sowie Technikern und Angestellten der Verwaltung betreut werden. Die Universität besitzt noch eine Außenstelle in Rovereto.

## Verkehr

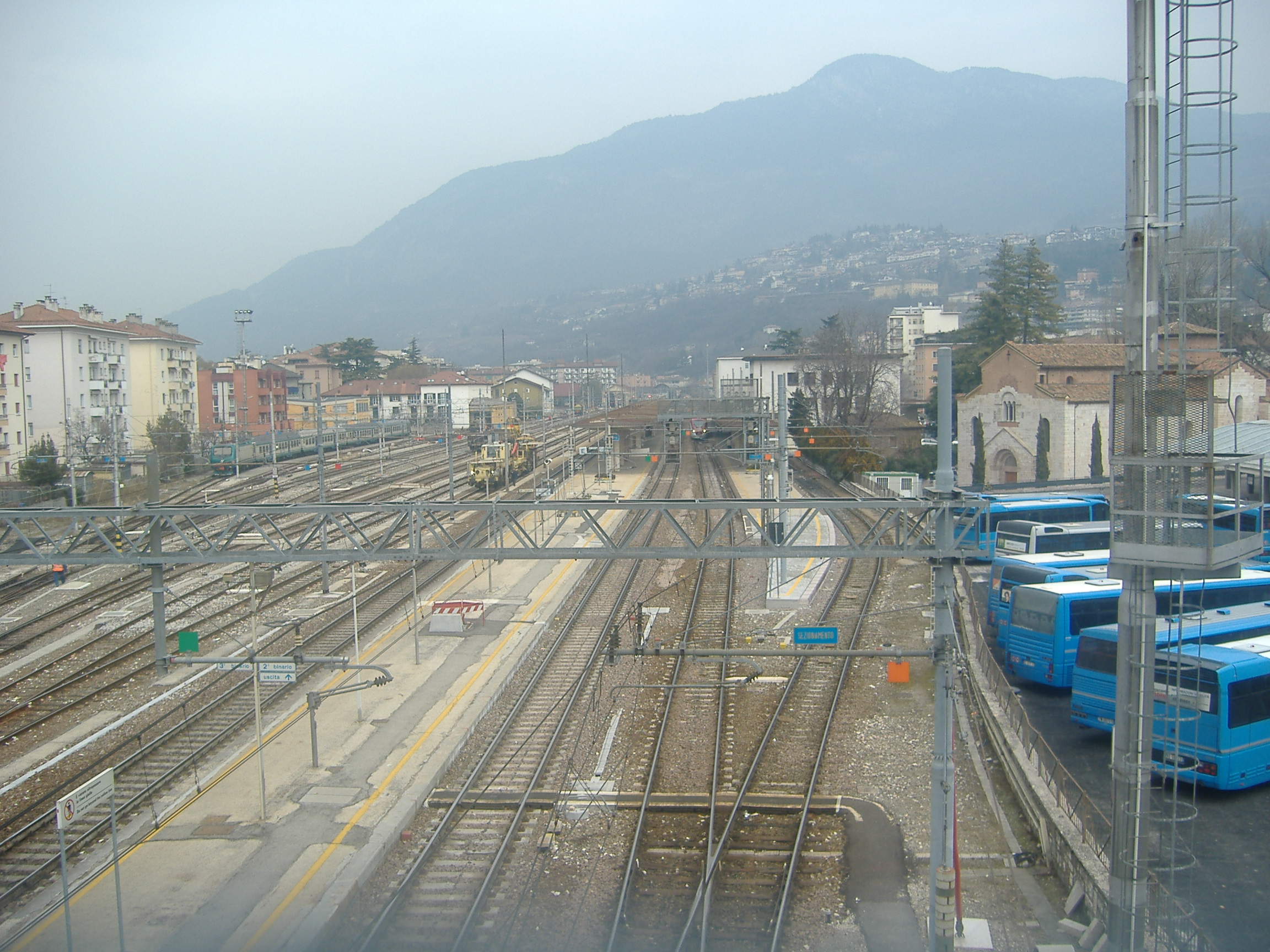
Bahnhof Trient

Trient liegt an der Brennerautobahn A22 und der Staatsstraße 12, die den Kraftverkehr auf der international bedeutsamen Brenner-Transitroute bedienen.
Die Brennerbahn verläuft durch die Stadt und bietet mit dem Bahnhof Trient eine bedeutende Zugangsstelle Seit 2024 wird mit dem Trienttunnel an einer Güterzugumfahrung gebaut. Am Bahnhof Trient beginnen auch die Valsugana-Bahn nach Venedig und die Nonstal-Bahn nach Mezzana.
Bei Mattarello, rund fünf Kilometer südlich der Innenstadt, befindet sich der Flugplatz Trient, welcher der Allgemeinen Luftfahrt dient.
Der Etsch-Radweg führt durch Trient, ebenso die Via Claudia Augusta als moderner Fernradweg entlang einer antiken römischen Streckenführung.

## Sport

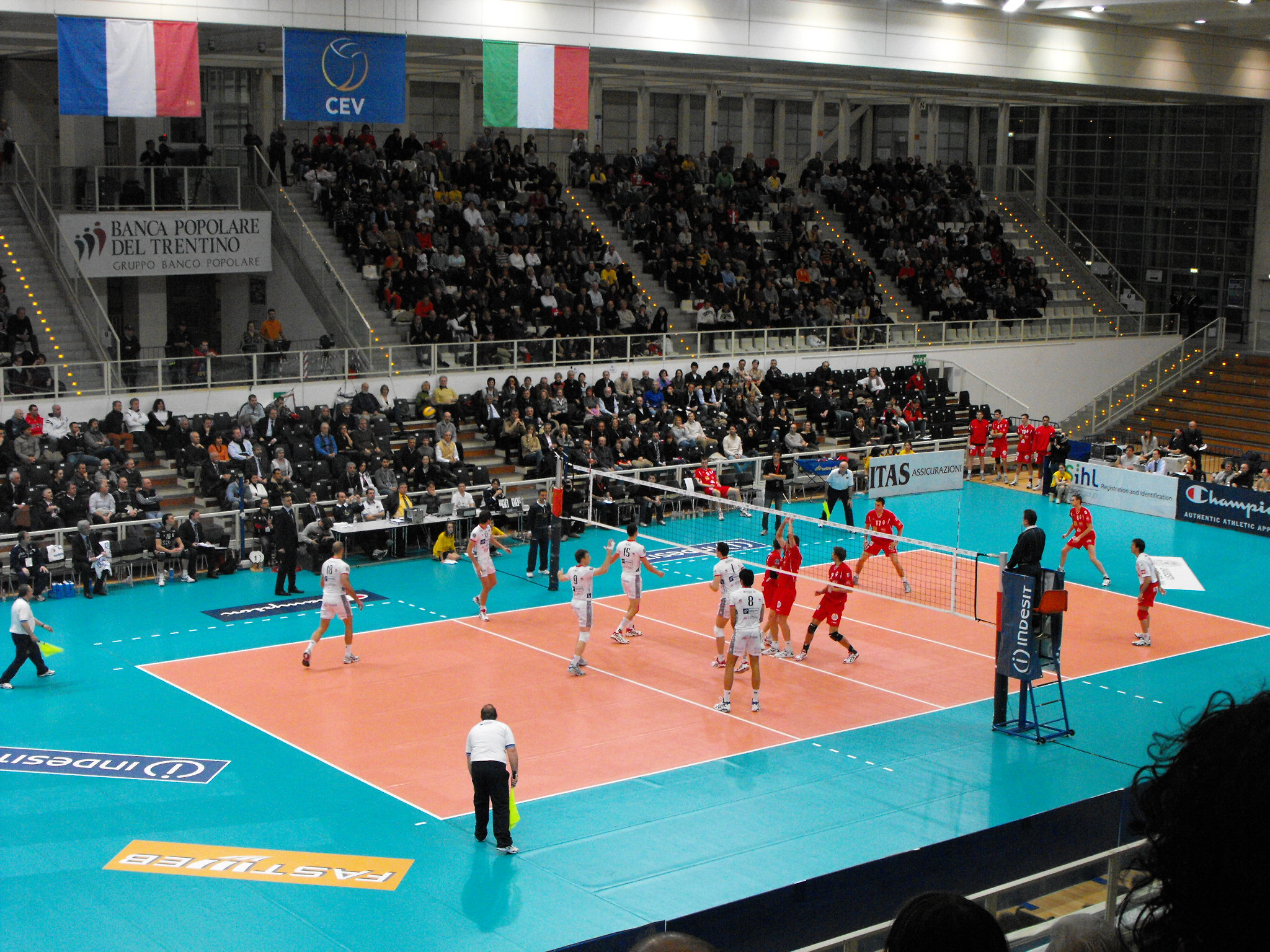
Trentino Volley

- Der Volleyballverein Trentino Volley spielt in der Serie A1 und wurde seit 2008 viermal Italienischer Meister, je dreimal Pokal- und Champions-League-Sieger sowie fünfmal Vereinsweltmeister.
- In der höchsten italienischen Spielklasse, der Lega Basket Serie A spielt auch der Basketballverein Aquila Basket Trento.
- Trient ist auch die Heimat des Fußball-Clubs Trento Calcio 1921 in der Serie C.

## Persönlichkeiten
Bekannte Persönlichkeiten der Stadt sind in der Liste von Persönlichkeiten der Stadt Trient aufgeführt.